# Dymno
Dymno (Jezioro Koczalskie) (niem. Grosser Diemensee) – bezodpływowe jezioro rynnowe położone na Równinie Charzykowskiej (powiat człuchowski, województwo pomorskie), na północ od wsi Koczały. Spełnia głównie funkcje rekreacyjno-turystyczne.
Powierzchnia całkowita 88,69 ha.